# M/S Galaxy 1
M/S Galaxy 1 är en kryssningsfärja som ägs av Tallink Group och gick tidigare för Silja Line på rutten Stockholm - Åbo

## Historia
- År 2006 började hon trafikera rutten Helsingfors-Tallinn, vilket hon gjorde fram till sommaren 2008.
- Den 23 juli 2008 ersatte hon M/S Silja Festival på rutten Stockholm-Åbo.
- Den 7 september 2008 visades hon upp vid Skeppsbron i Stockholm.
- Under april 2016[1] och januari 2019[2][3] skedde renoveringar av de allmänna utrymmena.
- Under juli 2022 meddelade Tallink att man flaggar om Galaxy till Estland, och från september 2022 kommer att hyra ut fartyget till Nederländerna som flyktingförläggning.[4]

## Däckplan
Däck 10: Besättningsbrygga, diskotek, soldäck

Däck 9: Sviter och deluxe-hytter samt A-hytter och B-hytter

Däck 8: Sviter och deluxe-hytter samt A-hytter och B-hytter

Däck 7: Restauranger, butiker, nattklubb 

Däck 6: Restauranger, informationsdisk, butiker, nattklubb och utedäck

Däck 5: Konferensrum, standardhytter och lekland

Däck 4: Bildäck

Däck 3: Bildäck

Däck 2: Bastu och pool

## Bilder

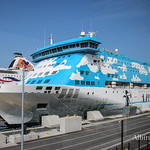
Galaxy under uppehåll i Värtahamnen
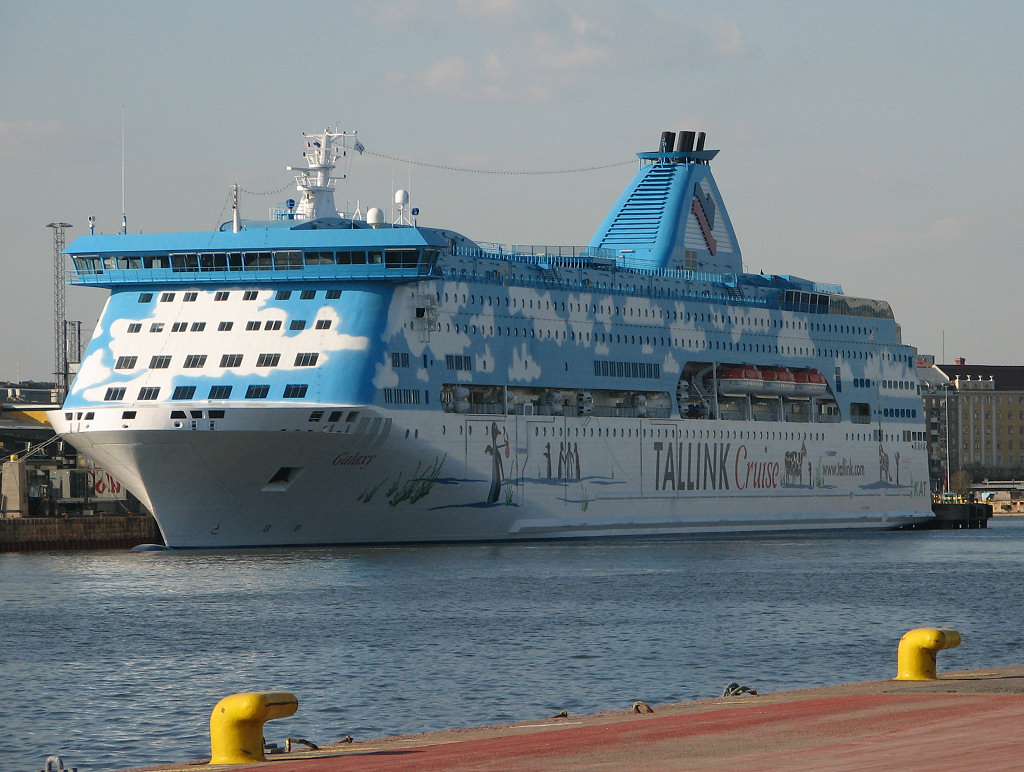
Galaxys tidigare utseende
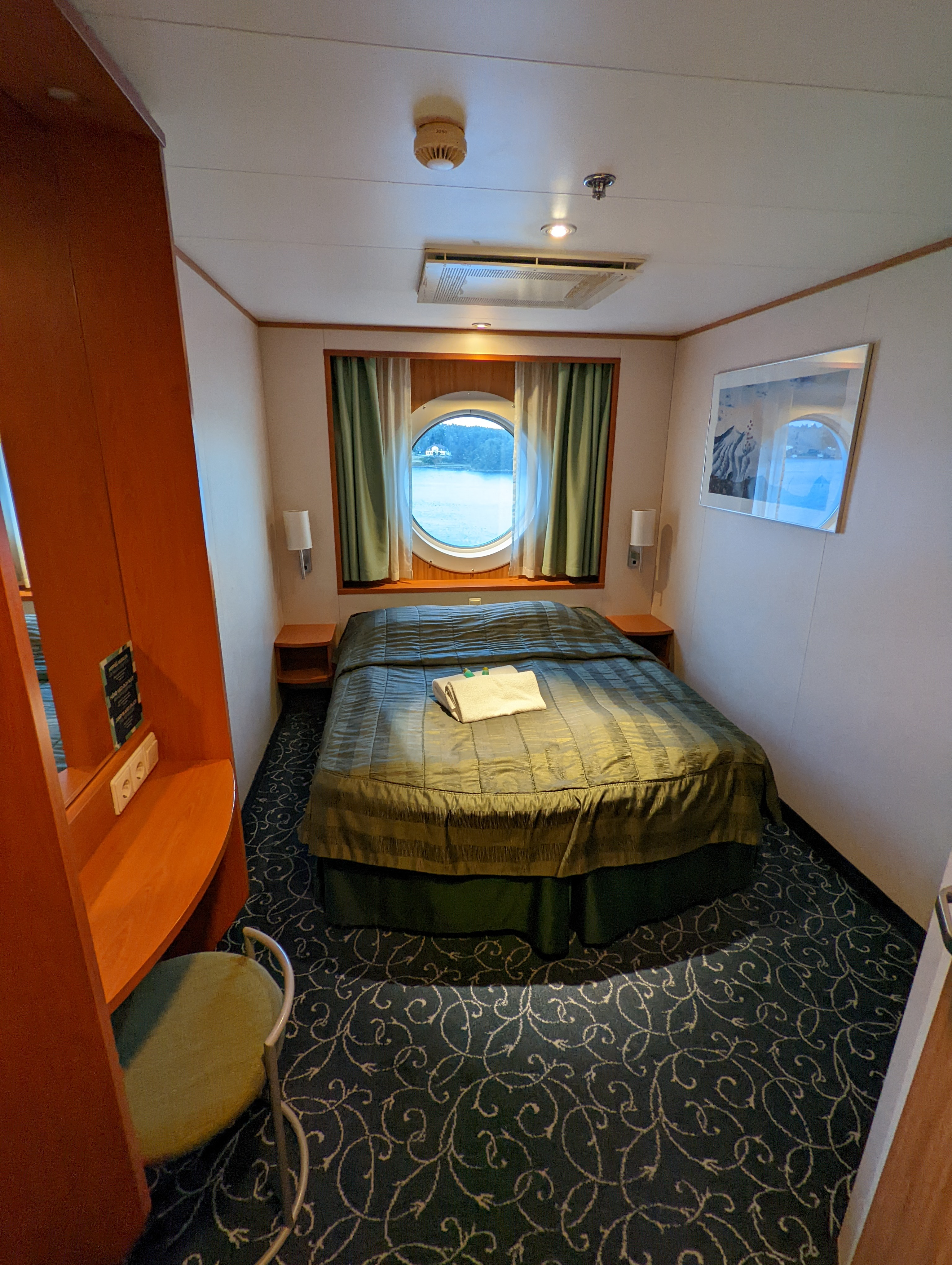
A-Premium hytt
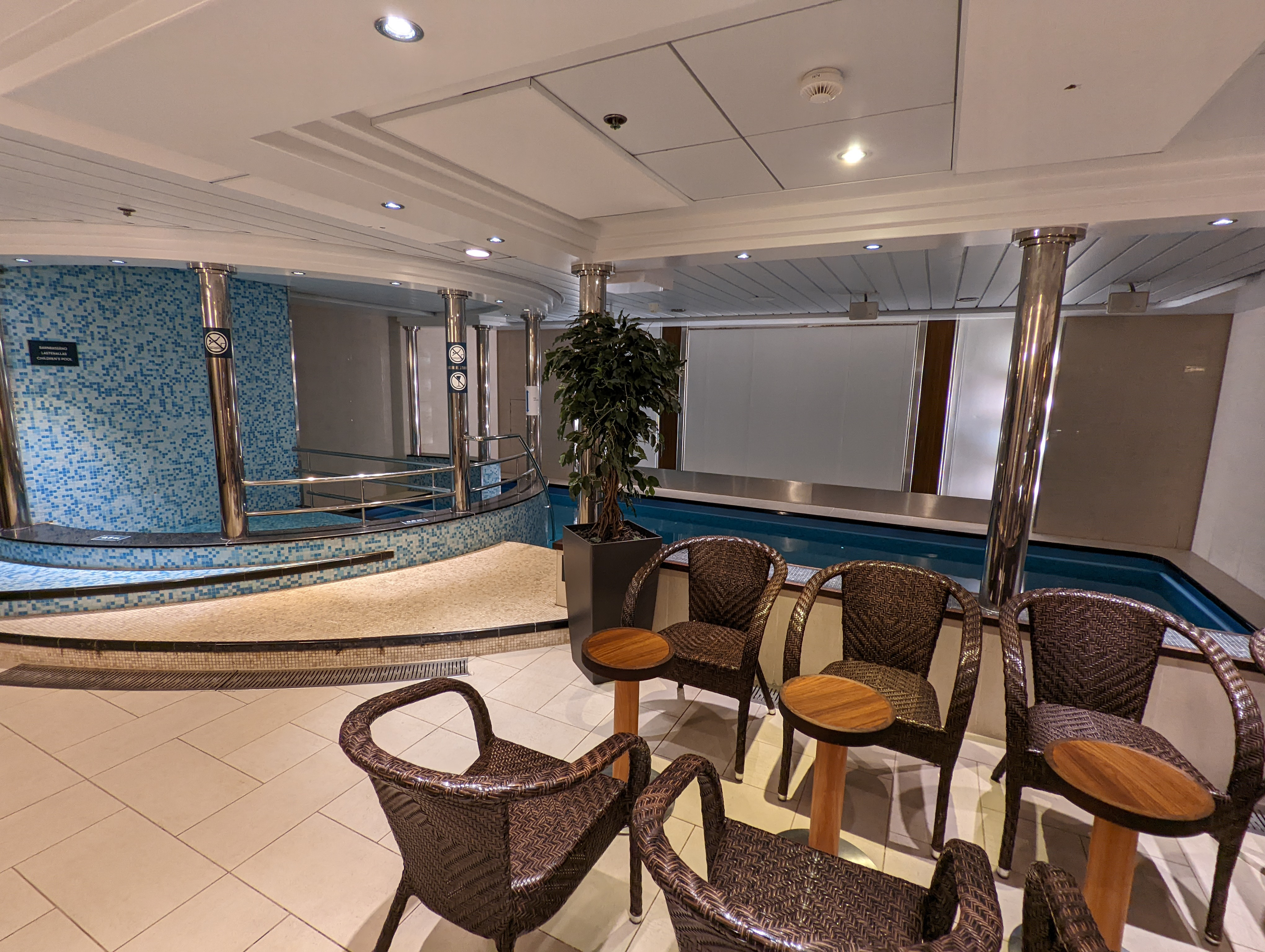
Pool
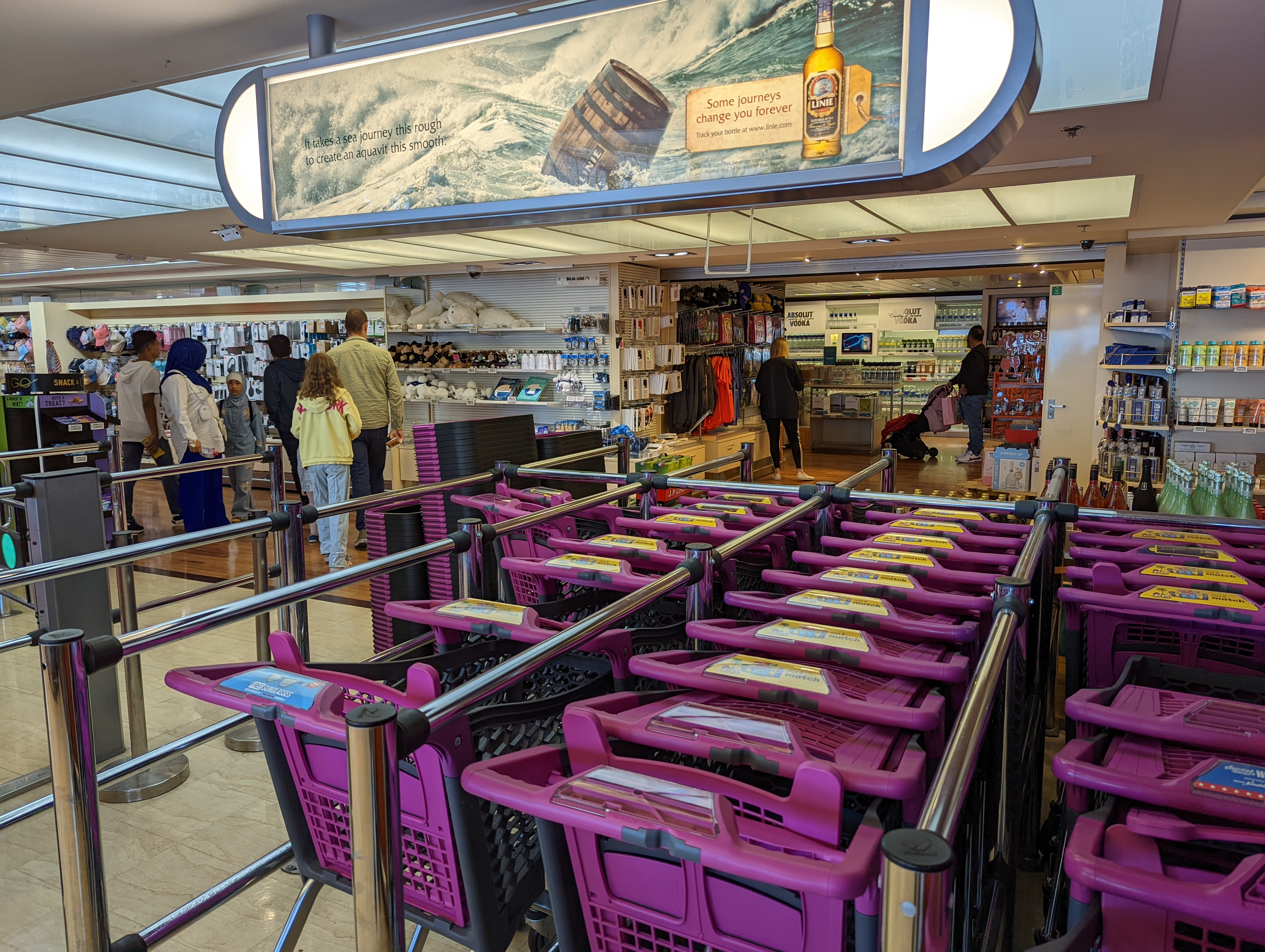
Tax-free
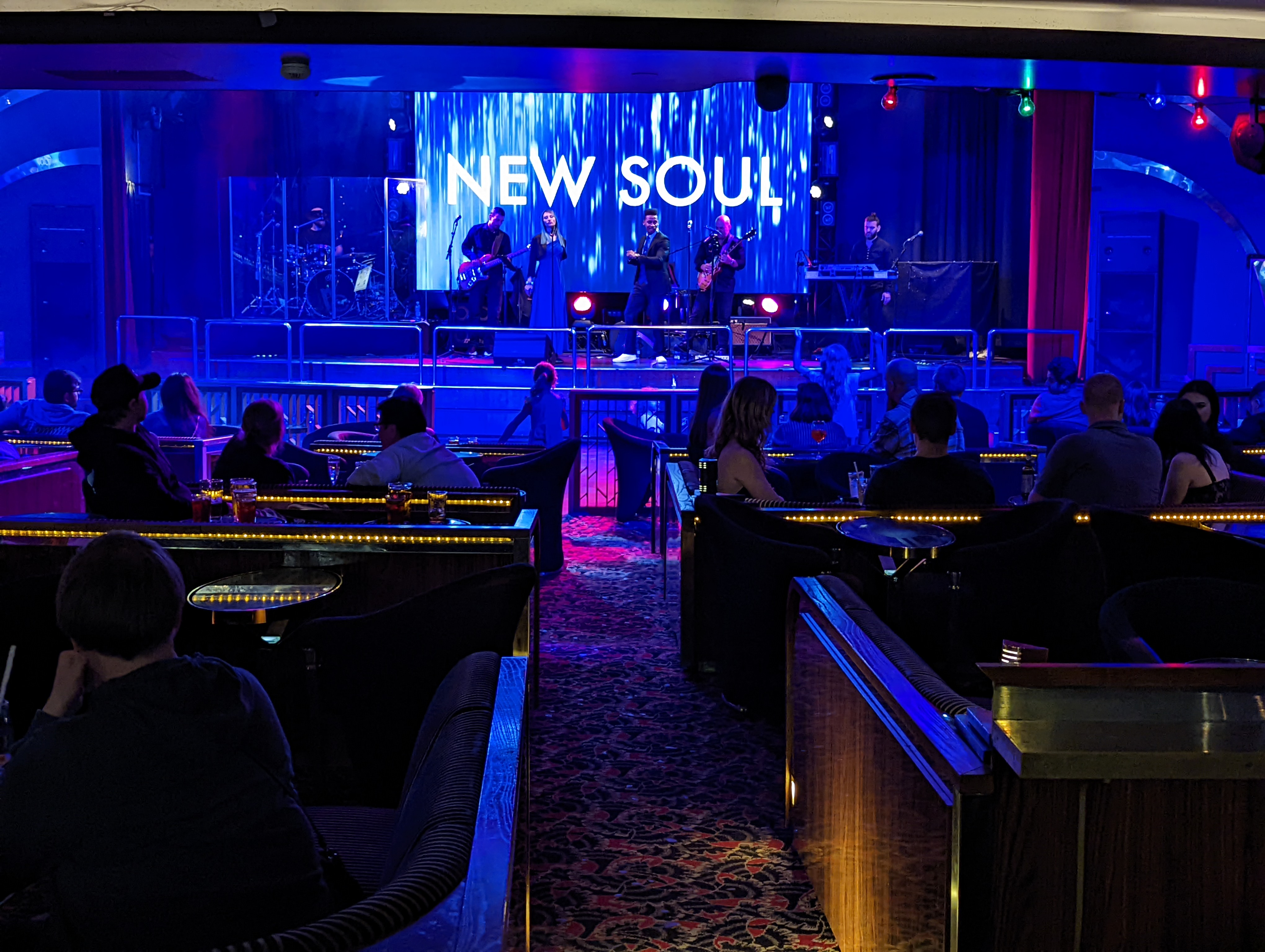
New Soul i Starlight
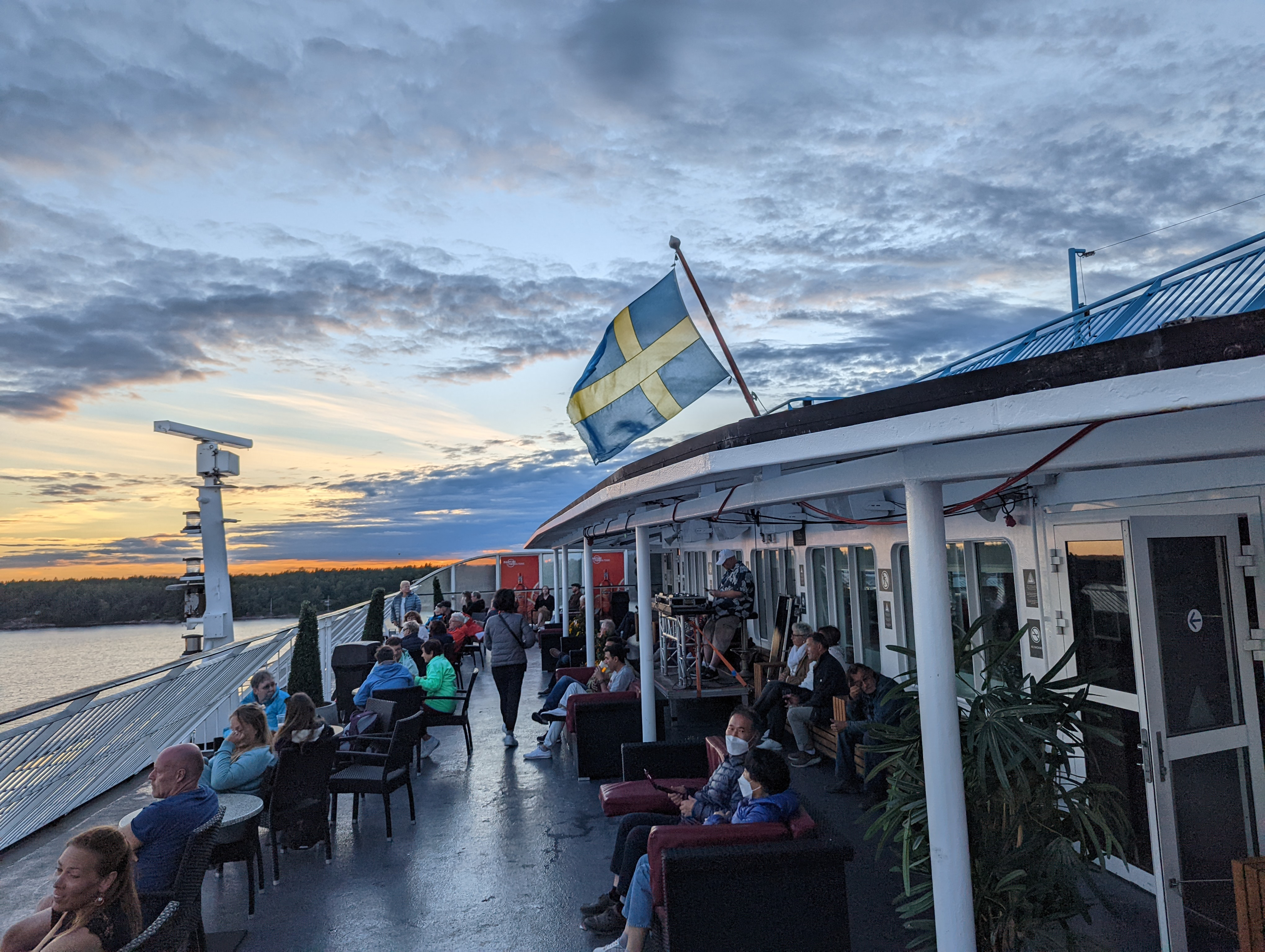
Soldäck
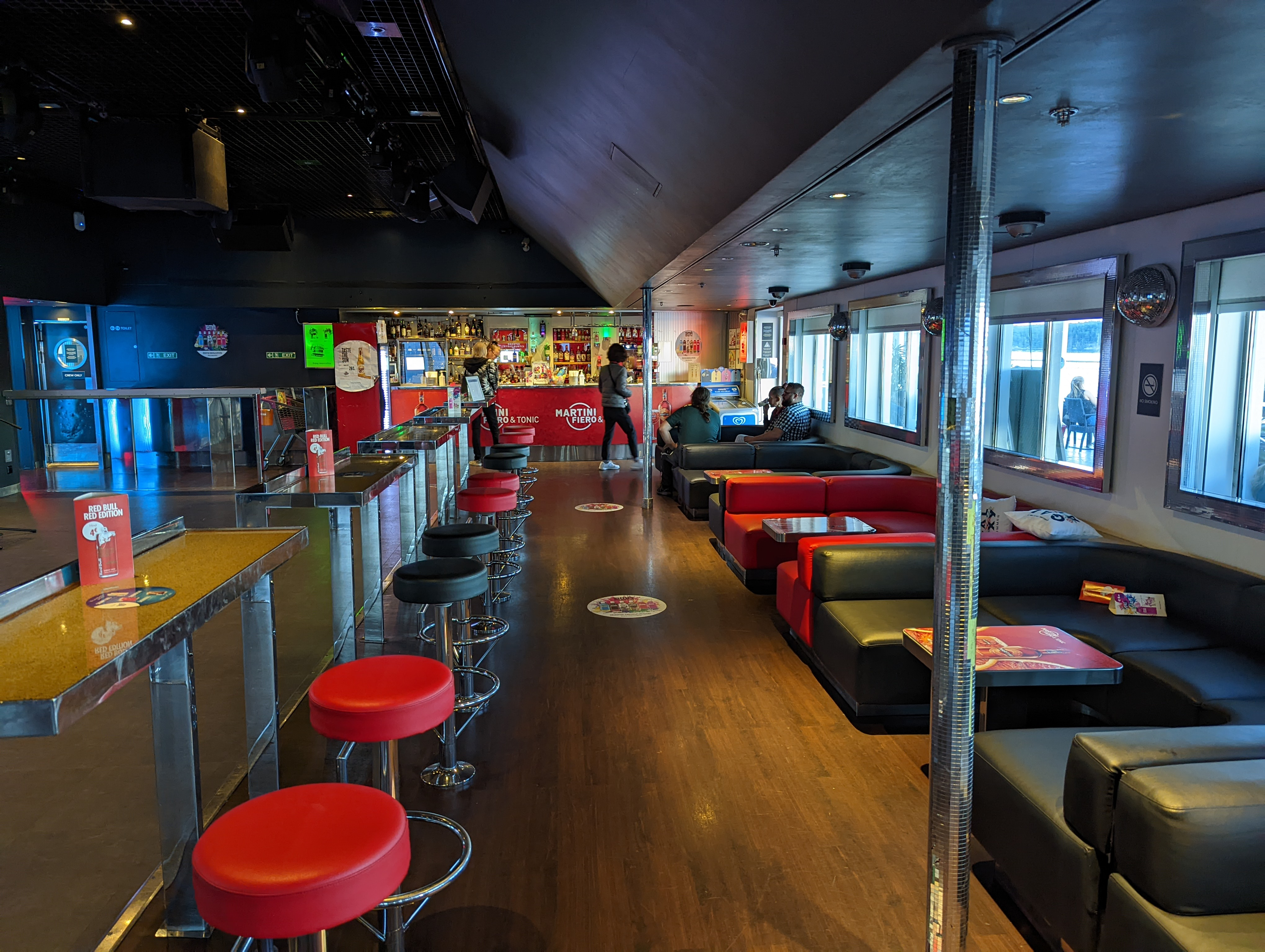
Disco
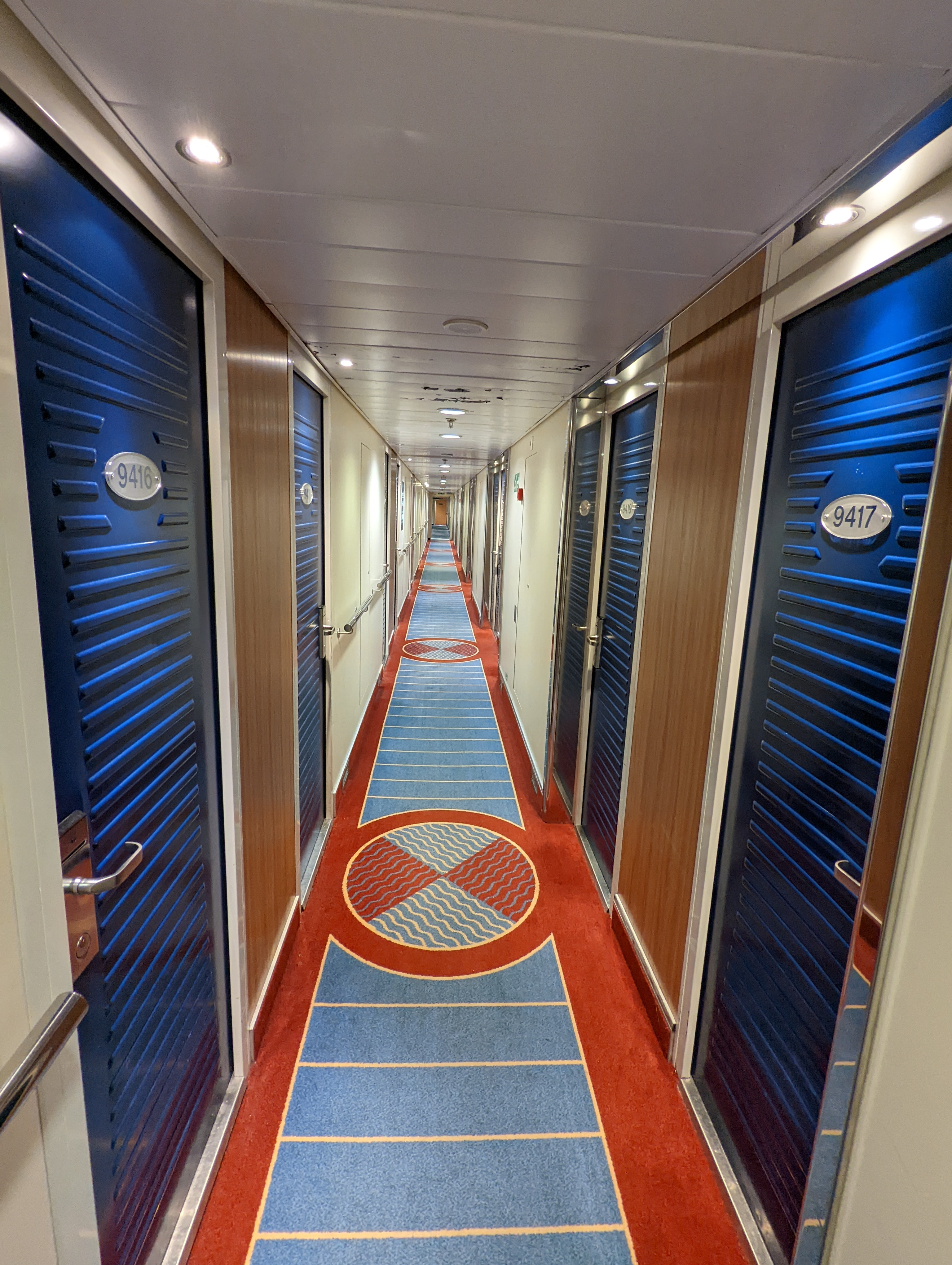
Hyttkorridor
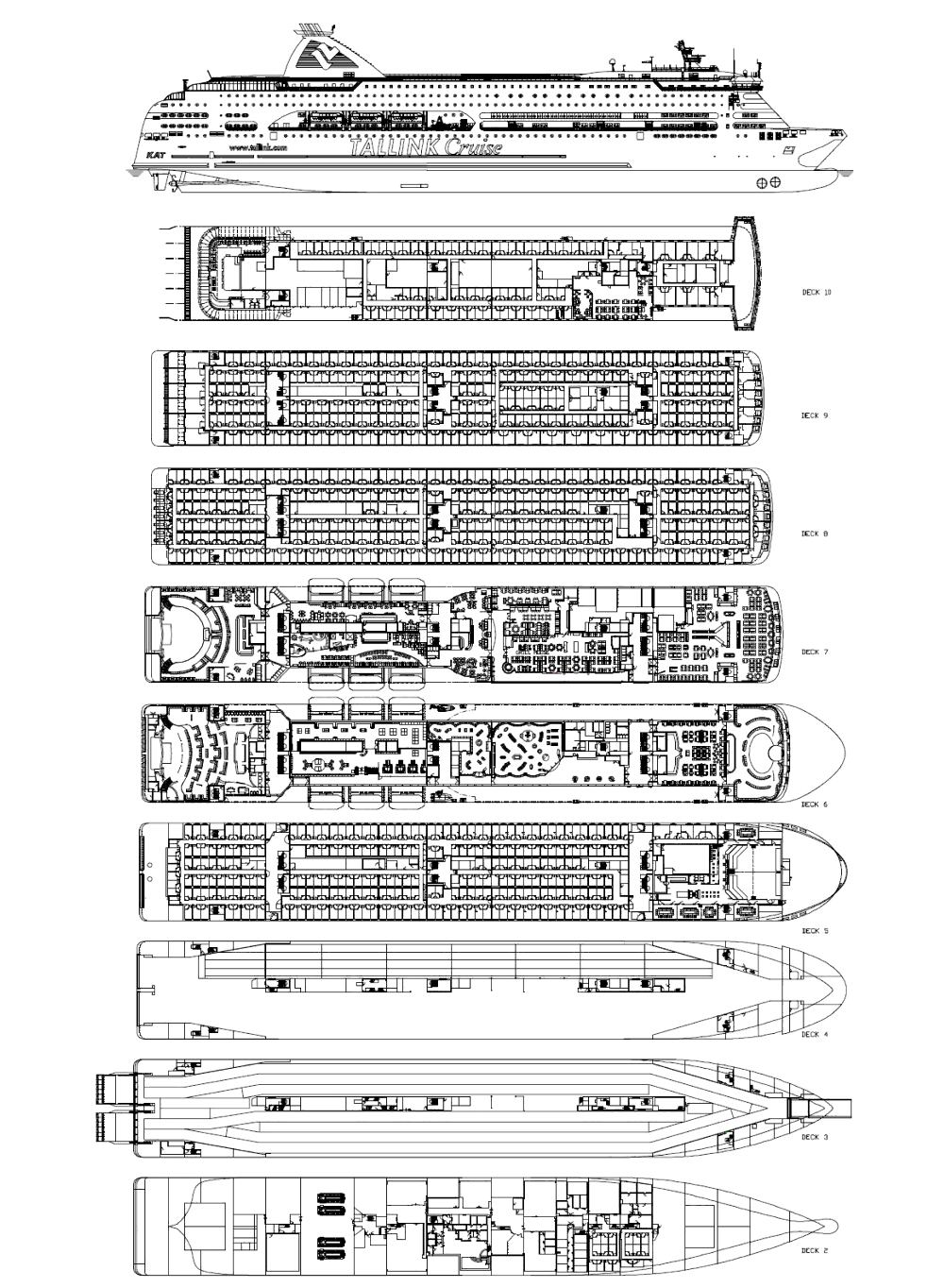
Däckplan på "aker syrrorna"

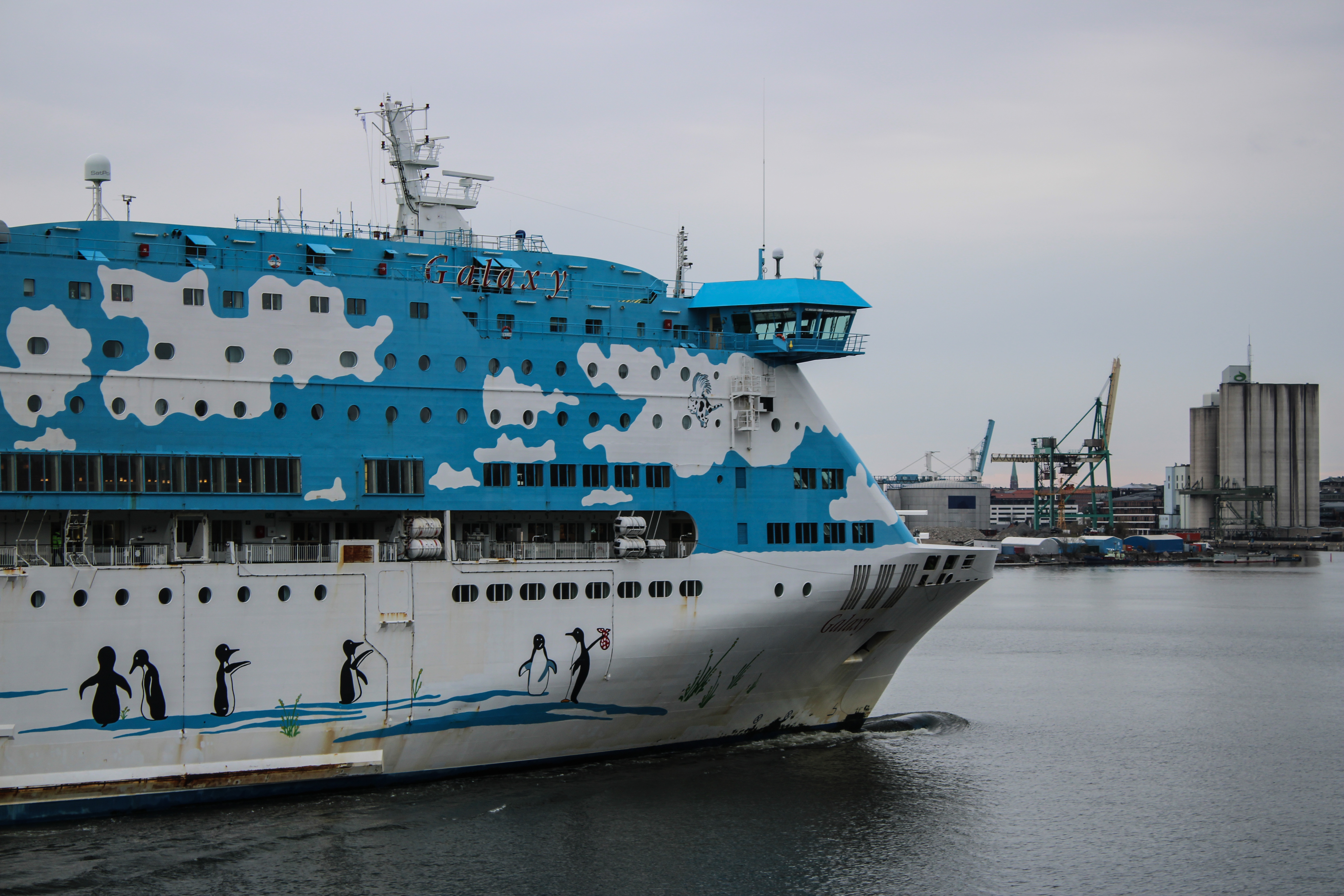
Galaxy i Stockholm

## Systerfartyg
- M/S Baltic Princess
- M/S Baltic Queen